# Горожанка (заказник)
Горожа́нка — ботанічний заказник місцевого значення в Україні. Розташований на північний схід від села Горожанка Чортківського району Тернопільської області, у межах лісового урочища «Горожанка». 
Площа 14 га. Статус присвоєно згідно з рішенням виконкому Тернопільської обласної ради від 30 серпня 1990 року № 189. Перебуває у віданні Бережанського державного лісомисливського господарства «Тернопільліс» (Бережанське державне лісомисливське господарство, Завалівське лісництво, кв. 42, вид. 20). 
Під охороною — ділянка дубово-грабового лісу, в якому зростає підсніжник звичайний, занесений до Червоної книги України.